# Victor Crivoi
Victor Crivoi (Bucareste, 25 de Maio de 1982) é um tenista profissional romeno, Crivoi conseguiu seu melhor ranking da ATP, em Agosto de 2009, com a 75° posição em simples, ele representa a Equipe Romena de Copa Davis.

## Ligações Externas
- Perfil na ATP